# Eating Out: Drama Camp
Eating Out: Drama Camp je americký hraný film z roku 2011, který režíroval Q. Allan Brocka podle vlastního scénáře.

## Děj
Casey a Zack žijí společně a chtějí se zúčastnit letního tábora tvůrčího hraní Dicka Dickeyho. Natočí krátký hardcore hororový film, který zašlou a jsou vybráni. Spolu s nimi jede i jejich kamarád Jason, který chce studovat režii. Na tábor s nimi jede i transsexuál Lilly Veracruz a mladík Benji, který se vydává za heterosexuála, aby se mohl snáz přiblížit k Zackovi. Na táboře panují přísná pravidla, mj. je zakázán jakýkoliv sex, aby se mohli účastníci soustředit pouze na hraní. Jednotliví účastníci mají na závěr svého pobytu nastudovat krátké herecké scénky. Jason chce režírovat hru Zkrocení zlé ženy v homosexuální verzi a do hlavních rolí si vybral Lilly (Kateřina), Zacka (Petruccio) a Benjiho (Lucenzio). Casey vidí, že Benji přitahuje Zacka a tajně je pozoruje na zkouškách. Na poslední zkoušce se vydává za Jasona a jako režisér je oba navede k tomu, aby měli spolu sex na jevišti. Benji se přizná Zackovi, že je gay a je do něj zamilovaný a Zack zase, že chtěl sbalit heterosexuála. Na závěrečném vystoupení získá jejich ztvárnění Shakespeara hlavní cenu. Domů odjíždějí Zack a Benji jako pár. Jason se sblíží s Lilly.

## Obsazení
| Daniel Skelton      | Casey                 |
| Chris Salvatore     | Zack Christopher      |
| Garikayi Mutambirwa | Jason                 |
| Rebekah Kochan      | Tiffani von der Sloot |
| Aaron Milo          | Benji Aaron           |
| Drew Droege         | Dick Dickey           |
| Harmony Santana     | Lilly Veracruz        |
| Mink Stole          | teta Helen            |
| Ronnie Kroell       | Beau                  |